# Borke (Hönne)
Die Borke (auch Borkebach genannt) ist ein 11,6 Kilometer langer Bach im Märkischen Kreis. 

## Verlauf
Die Borke entspringt etwa 2 km südsüdwestlich von Affeln, einem Ortsteil von Neuenrade, auf 405 m ü. NHN und durchquert dann über Blintrop das Stadtgebiet. Auf dem Weg zu ihrer Mündung durchfließt sie über Langenholthausen die Stadt Balve und mündet im Ortsteil Helle in die Hönne.
In den 1930er-Jahren speiste die Borke das nach dem Zweiten Weltkrieg nicht mehr nutzbare Freibad im Borketal an der Landstraße nach Mellen.